# Emilio Recoba
Emilio Recoba (3. november 1903 – 12. september 1992) var en uruguayansk fodboldspiller, der med Uruguays landshold vandt guld ved VM i 1930 på hjemmebane. Han var dog ikke på banen i turneringen. I alt nåede han at spille fem landskampe.
Recoba spillede på klubplan for Nacional i hjemlandet.